# Streethockey
Streethockey (Synonyme: Ballhockey; Fieseln, alte Bezeichnung für den Sport im südbayrischen Raum; Strassenhockey, alte Bezeichnung für den Sport in der Schweiz) ist eine Mannschaftssportart, die mit vier oder fünf Feldspielern und einem Torwart gespielt wird.
Streethockey wird auf Hartbelag (Beton, Asphalt etc.) gespielt. Die Spieler tragen normale Laufschuhe, Eishockeyhandschuhe und einen Eishockeyhelm und verwenden einen normalen Eishockeystock. Die Sportart wird mit einem orangen Hartplastikball gespielt. In den letzten Jahren hat aber die Sportartikelindustrie auf den Boom „Streethockey“ reagiert und eigenes Material entwickelt, das den Anforderungen dieser Sportart entspricht bzw. den Unterschieden zum Eishockey bezüglich des Untergrundes (Beton, Asphalt etc.) und der Jahreszeit (Frühling und Sommer) gerecht wird. Spezielle abriebfestere Schlägerschaufeln, leichtere Handschuhe und dünnere Trikots machen Streethockey zu einer neu gestylten Trendsportart. In der Schweiz wird, wie in der Slowakei und der Tschechischen Republik, die Meisterschaft vom Herbst bis ins Frühjahr ausgetragen. Die Regeln entsprechen weitestgehend den Eishockeyregeln.
Die Bezeichnung Streethockey wird in verallgemeinerter Form auch für das Spielen von „Inline-Skaterhockey“ (Ball) oder „Inlinehockey“ (Puck) auf Straßen und Plätzen außerhalb des geregelten Spiel- oder Trainingsbetriebes benutzt. Der internationale Skaterhockeyverband IISHF wurde 1988 als „European Street Hockey Association“ (ESHA) gegründet.
Die Spielfeldgröße beträgt zwischen 26 × 52 und 30 × 60 Meter. Gespielt wird mit je fünf Feldspielern und einem Torhüter.
In Nordrhein-Westfalen und Berlin wird Streethockey auf kleineren Spielfeldern mit ca. 20 × 40 Meter gespielt. Die Offsideregelung kommt hier etwas verändert im Vergleich zum Eishockey zur Anwendung. In der Schweiz wird in den unteren Ligen aufgrund der kleineren Spielfelder ebenfalls mit 4 gegen 4 Feldspieler gespielt.

## Entwicklung des Streethockeys
Streethockey ist als Nebenprodukt des Eishockeys entstanden. Kinder und Jugendlichen die ihren Vorbildern und Idolen im Eishockey nacheifern wollten, aber selbst nicht Schlittschuhlaufen konnten resp. Eishockeyspieler, die im Sommer nicht ganz auf ihren Sport verzichten wollten, spielten auf Parkplätzen, Schul- und Hinterhöfen mit Eishockeystöcken und Tennisbällen gegeneinander. Zuweilen wurden Quartier- oder Dorfmeisterschaften ausgetragen. Geordnete Strukturen gab es während langer Zeit nicht. In den 1970er Jahren entstanden in Kanada und den USA die ersten organisierten überregionalen Ligen. In der damaligen Tschechoslowakei entstand Ende der 80er Jahre ein nationaler Verband. Deutschland, Österreich und die Schweiz folgten kurz danach. Obschon sich Streethockey in all diesen Ländern unabhängig voneinander entwickelt hatte, waren die Spielregeln dank der Nähe zum Eishockey überall sehr ähnlich.
Zu Beginn des Streethockeys als organisierter Sport gab es noch kaum eine Infrastruktur. Ein Spielfeld – das höchst unterschiedlich beschaffen sein konnte – zwei Tore, ein Satz ähnlicher Dresses reichten völlig aus.
Heute sind Streethockeyfelder meist von hohen Banden umgeben, die Größe ist genormt, viele Spielfelder verfügen über elektronische Anzeigen und die Spielkleidung ist – zumindest in den höheren Ligen – einheitlich.

## Streethockey international
Der Weltverband ISBHF (International Street- & Ballhockeyfederation) wurde 1994 in Kanada gegründet.
Präsident ist George Gortsos (Kanada), Vizepräsident ist Christoph Curchod (Schweiz).
Die weiteren Vorstandsmitglieder sind Ronny Strähler (Schweiz), Elio Pascuzzo (Kanada), Július Száraz (Slowakei), Chris Banks (USA), Jenny Hehir (Großbritannien), Olga Bircáková (Tschechien) und Colin Gennoe (Südkorea).
Das Sekretariat wird von David Tor (Tschechien) geleitet.
Der ISBHF gehören rund 40 Länder an. Davon nehmen oder nahmen folgende Länder an internationalen Wettbewerben teil:
- Europa: Deutschland, Tschechien, Slowakei, Schweiz, Österreich, Italien, Portugal, Griechenland, Großbritannien, Lettland, Ungarn, Finnland, Frankreich, Spanien sowie Bosnien und Herzegowina
- Nordamerika: Kanada, USA
- Mittelamerika und Karibik: Bermuda, Caymaninseln, Mexiko, Turks and Caicos, Bahamas, Haiti
- Asien: Armenien, Hong Kong, Indien, Israel, Libanon, Pakistan, Südkorea
- Afrika: Marokko

## Welt- und Europameisterschaften
Streethockey-Weltmeisterschaft
Chronik der Weltmeisterschaften
| Jahr | Austragungsort                     | Weltmeister           | Vizeweltmeister       |
| ---- | ---------------------------------- | --------------------- | --------------------- |
| 1996 | Bratislava (Slowakei)              | Kanada                | Tschechische Republik |
| 1998 | Litomerice (Tschechische Republik) | Tschechische Republik | Slowakei              |
| 1999 | Zvolen (Slowakei)                  | Slowakei              | Kanada                |
| 2001 | Toronto (Kanada)                   | Kanada                | Tschechische Republik |
| 2003 | Sierre (Schweiz)                   | Kanada                | Tschechische Republik |
| 2005 | Pittsburgh (USA)                   | Kanada                | Slowakei              |
| 2007 | Ratingen (Deutschland)             | Kanada                | Tschechische Republik |
| 2009 | Pilsen (Tschechische Republik)     | Tschechische Republik | Indien                |
| 2011 | Bratislava (Slowakei)              | Tschechische Republik | Kanada                |
| 2013 | St. John's (Kanada)                | Slowakei              | Tschechische Republik |
| 2015 | Zug (Schweiz)                      | Slowakei              | USA                   |
| 2017 | Pardubice (Tschechien)             | Slowakei              | Kanada                |
| 2019 | Kosice (Slowakei)                  | Slowakei              | Finnland              |
| 2022 | Laval (Kanada)                     | Kanada                | Tschechische Republik |
| 2024 | Visp (Schweiz)                     | Kanada                | Tschechische Republik |
| 2026 | Ostrava (Tschechien)               |                       |                       |

Chronik der Damen-Weltmeisterschaften
| Jahr | Austragungsort                 | Weltmeister           | Vizeweltmeister       |
| ---- | ------------------------------ | --------------------- | --------------------- |
| 2007 | Ratingen (Deutschland)         | Kanada                | Slowakei              |
| 2009 | Pilsen (Tschechische Republik) | Kanada                | Slowakei              |
| 2011 | Bratislava (Slowakei)          | Slowakei              | Kanada                |
| 2013 | St. John's (Kanada)            | Kanada                | Slowakei              |
| 2015 | Zug (Schweiz)                  | Kanada                | Tschechische Republik |
| 2017 | Pardubice (Tschechien)         | Tschechische Republik | USA                   |
| 2019 | Kosice (Slowakei)              | Kanada                | USA                   |
| 2022 | Laval (Kanada)                 | Kanada                | Tschechische Republik |
| 2024 | Visp (Schweiz)                 | USA                   | Tschechische Republik |
| 2026 | Ostrava (Tschechien)           |                       |                       |

Chronik der Junioren-Weltmeisterschaften
| Jahr | Austragungsort                  | Weltmeister           |
| ---- | ------------------------------- | --------------------- |
| 2000 | Kralupy (Tschechische Republik) | Kanada                |
| 2002 | Champèry (Schweiz)              | Tschechische Republik |
| 2004 | Martin (Slowakei)               | Slowakei              |
| 2006 | Aosta (Italien)                 | USA                   |
| 2008 | St. John's (Kanada)             | Kanada                |
| 2010 | Villach (Österreich)            | Kanada                |
| 2012 | Pisek (Tschechische Republik)   | Kanada                |
| 2014 | Bratislava (Slowakei)           | Slowakei              |
| 2016 | Sheffield (Großbritannien)      | Kanada                |
| 2018 | St. John's (Kanada)             | Tschechische Republik |
| 2023 | Liberec (Tschechische Republik) | Kanada                |

Chronik der Europameisterschaften
- 1996 in Bratislava (Slowakei) Europameister Tschechien, Bronze Deutschland
- 1997 in Prag (Tschechische Republik) Europameister Tschechien
- 2000 in Most (Tschechische Republik) Europameister Tschechien

Seither werden keine Europameisterschaften mehr ausgetragen
Chronik der U20-Europameisterschaften
- 1997 Prag (Tschechische Republik) Europameister Slowakei
- 1998 Jilhava (Tschechische Republik) Europameister Tschechien
- 1999 Zvolen (Slowakei) Europameister Tschechien

Ab 2000 wurden keine U20-Europameisterschaften mehr ausgetragen
Chronik der U18-Weltmeisterschaften
| Jahr | Austragungsort                     | Weltmeister           |
| ---- | ---------------------------------- | --------------------- |
| 2008 | Zvolen (Slowakei)                  | Kanada                |
| 2010 | Most (Tschechische Republik)       | Slowakei              |
| 2012 | Strakonice (Tschechische Republik) | Kanada                |
| 2014 | Bratislava (Slowakei)              | Slowakei              |
| 2016 | Sheffield (Großbritannien)         | Kanada                |
| 2018 | St. John's (Kanada)                | Kanada                |
| 2023 | Liberec (Tschechische Republik)    | Tschechische Republik |
| 2024 | Zilina (Slowakei)                  | Kanada                |

Chronik der U18-Europameisterschaften
- 2002 Villach (Österreich) Europameister Tschechien
- 2003 Rakovnik (Tschechien) Europameister Tschechien
- 2004 Kaufbeuren (Deutschland) Europameister Tschechien
- 2005 Ostrava (Tschechien) Europameister Tschechien
- 2006 Villach (Österreich) Europameister Tschechien
- 2007 Huttwil (Schweiz) Europameister Tschechien
- 2009 Bayreuth (Deutschland) Europameister Slowakei

Chronik der U16-Weltmeisterschaften
| Jahr | Austragungsort                | Weltmeister |
| ---- | ----------------------------- | ----------- |
| 2008 | Zvolen (Slowakei)             | Kanada      |
| 2010 | Most (Tschechische Republik)  | Kanada      |
| 2012 | Pisek (Tschechische Republik) | Slowakei    |
| 2014 | Bratislava (Slowakei)         | Slowakei    |
| 2016 | Sheffield (Großbritannien)    | Kanada      |

2016 wurde vorläufig die letzte Weltmeisterschaft ausgetragen. Es ist geplant, neu geplant, in dieser Alterskategorie kontinentale Meisterschaften auszutragen. Da eine nordamerikanische Meisterschaft 2018 nicht zustande kam, wurde die geplante U16 Europameisterschaft zu einem U16 Worldcup umfunktioniert. An diesem Turnier, das in den beiden tschechischen Städten Prerov und Zlin ausgetragen wird, nehmen zwei kanadische Mannschaften (Kanada West und Kanada Ost) teil.
Chronik der U16-Europameisterschaften
- 2003 Rakovnik (Tschechien) Europameister Tschechien
- 2004 Kaufbeuren (Deutschland) Europameister Tschechien
- 2005 Ostrava (Tschechien) Europameister Slowakei
- 2006 Villach (Österreich) Europameister Tschechien
- 2007 Huttwil (Schweiz); Europameister Slowakei

Chronik der U20-Weltmeisterschaften, Damen
2018 wird erstmals eine Weltmeisterschaft der Damen in der U20-Kategorie ausgetragen.
| Jahr | Austragungsort                      | Weltmeister           |
| ---- | ----------------------------------- | --------------------- |
| 2018 | Prerov/Zlin (Tschechische Republik) | Tschechische Republik |
| 2023 | Liberec (Tschechische Republik)     | Kanada                |

## Streethockey in Deutschland
Der Spielbetrieb im Streethockey in Deutschland wurde bis 2007 von der „Interessengemeinschaft Streethockey Deutschland“ koordiniert, die in Zusammenarbeit mit verschiedenen Landesverbänden auch die Turniere um die Deutsche Meisterschaft organisierte. In der Interessengemeinschaft waren drei Landesverbände zusammengeschlossen: Berlin („Berliner Streethockey Abteilung“), Nordrhein-Westfalen („Streethockey Verband NRW“) und für Süddeutschland der SHV mit Bayern und Baden-Württemberg („Streethockey Verband e. V.“). Dabei finden in den Landesverbänden eigene Meisterschaften statt. Ein Landesverband organisierte am Ende der Saison ein Finalturnier um die Deutsche Meisterschaft.
Nach Auflösung der IGSD im Januar 2008 organisiert nun der Deutsche Street- und Ballhockeybund (DSBHB) unter Führung von Ilja Ludenberg, Torsten Bosse und Oliver Jung den Spielbetrieb und die Nationalmannschaften. Der Berliner Verband BSA zog sich wegen eigener Strukturschwäche 2008 (es nehmen nur noch drei Vereine an der Berliner Meisterschaft teil) zumindest für eine Saison von den Finalturnieren um die Deutsche Meisterschaft zurück. 2008 fand die Endrunde mit den Meistern, Vizemeistern und Drittplatzierten aus den Landesverbänden Süd und Nordrhein-Westfalen in Ratingen (Eishalle am Sandbach, 26./27.7.) statt. Für NRW starteten als Vorrunden Dritte die Running Rams aus Düsseldorf, die Blau Weiß Schalke Cannibals als Vizemeister und als Meister die Wilddragons Hamm, welche in diesem Jahr neben der regionalen Meisterschaft auch den NRW-Pokalwettbewerb für sich entscheiden konnten. Aus dem SHV gingen der Meister Weilheim Streetkings, Vizemeister Green Monsters Kaufbeuren und der drittplatzierte, die Piranhas Germaringen, an den Start.
Zurzeit (2018) wird Streethockey in Deutschland faktisch nur noch auf regionaler Ebene ausgetragen (z. B. Stadtliga Kaufbeuren) eine nationale Meisterschaft wird nicht ausgetragen respektive lässt sich im Internet nicht mehr nachweisen.
Auf der Jahreshauptversammlung des DSBHB e. V. im Juli 2018 wurde beschlossen, dass es ab 2019 wieder einen geregelten Spielbetrieb geben soll.

### Deutscher Streethockeymeister
| Jahr | Turnierort / Modus  | Deutscher Meister         | Vizemeister               | Platz 3                           | Platz 4                     |
| ---- | ------------------- | ------------------------- | ------------------------- | --------------------------------- | --------------------------- |
| 1989 | Kaufbeuren          | Green Monsters Kaufbeuren |                           |                                   |                             |
| 1990 | Gesamtdeutsche Liga | Green Monsters Kaufbeuren | Paulus Panther Düsseldorf |                                   |                             |
| 1991 | Gesamtdeutsche Liga | Green Monsters Kaufbeuren | Paulus Panther Düsseldorf |                                   |                             |
| 1992 | Play-off            | Green Monsters Kaufbeuren | Paulus Panther Düsseldorf | Wild Boys Rosenheim               |                             |
| 1993 | nicht ausgetragen   |                           |                           |                                   |                             |
| 1994 | nicht ausgetragen   |                           |                           |                                   |                             |
| 1995 | Play-Offs           | Green Monsters Kaufbeuren | Black Crocodiles Berlin   |                                   |                             |
| 1996 | Play-Offs           | Bayreuth Hurricans        | Green Monsters Kaufbeuren | WSV Oberaudorf                    | Mengede Vikings Dortmund    |
| 1997 | Play-Offs           | Bayreuth Hurricans        | Green Monsters Kaufbeuren | Running Rams Düsseldorf           | WSV Oberaudorf              |
| 1998 | Play-Offs           | WSV Oberaudorf            | Bayreuth Hurricans        | TuS Nord Tigers Düsseldorf        |                             |
| 1999 | Bad Aibling         | WSV Oberaudorf            | Großkaro Tigers           | Piranhas Germaringen              | Black Crocodiles Berlin     |
| 2000 | Berlin              | Weilheim Streetkings      | WSV Oberaudorf            | Pink Panthers Berlin              | FC Schalker Chiefs          |
| 2001 | Düsseldorf          | Bayreuth Hurricans        | Marzahn Warriors Berlin   | WSV Oberaudorf                    | FC Schalker Chiefs          |
| 2002 | Bad Aibling         | Weilheim Streetkings      | Wild Boys Rosenheim       | Black Crocodiles Berlin Old Stars | Running Rams Düsseldorf     |
| 2003 | Berlin              | Weilheim Streetkings      | FC Schalker Chiefs        | Black Crocodiles Berlin Old Stars | Heilbronn Hornets           |
| 2004 | Ratingen            | Weilheim Streetkings      | Bayreuth Hurricans        | FC Schalker Chiefs                | Marzahn Warriors Berlin     |
| 2005 | Bayreuth            | Bayreuth Hurricans        | Weilheim Streetkings      | FC Schalker Chiefs                | Marzahn Warriors Berlin     |
| 2006 | Bayreuth            | Weilheim Streetkings      | Bayreuth Hurricans        | Marzahn Warriors Berlin           | Blau Weiß Schalke Cannibals |
| 2007 | Peissenberg         | Bayreuth Hurricans        | Weilheim Streetkings      | Wild Boys Rosenheim               | Marzahn Warriors Berlin     |
| 2008 | Ratingen            | Piranhas Germaringen      | Green Monsters Kaufbeuren | Wild Dragons Hamm                 | Weilheim Streetkings        |
| 2009 | Kaufbeuren          | Green Monsters Kaufbeuren | Weilheim Streetkings      | Heilbronn Hornets                 | Wild Dragons Hamm           |
| 2010 | Heilbronn           | Green Monsters Kaufbeuren | Heilbronn Hornets         | Piranhas Germaringen              | Wild Dragons Hamm           |
| 2011 | Bayreuth            | Heilbronn Hornets         | Green Monsters Kaufbeuren | Bayreuth Hurricans                | Wild Dragons Hamm           |
| 2012 | Kaufbeuren          | Heilbronn Hornets         | Bayreuth Hurricans        | Green Monsters Kaufbeuren         | Blau Weiß Schalke Cannibals |
| 2013 | Bayreuth            | Heilbronn Hornets         | Bayreuth Hurricans        | Wild Boys Rosenheim               | Shadow Warriors Menden      |

Nach 2013 wurde die Meisterschaft nicht mehr ausgetragen.

## Streethockey in der Schweiz
In der Schweiz wird Streethockey in der Nationalliga A und einem Teil der U18 Meisterschaft 5 gegen 5 gespielt. In den unteren Ligen wird 4 gegen 4 und ohne Offside gespielt.
Streethockey kann in der Schweiz auf eine lange Tradition zurückblicken. Schon in der ersten Hälfte des 20. Jahrhunderts wurde – allerdings ohne nachhaltige Organisationsstruktur – überall im Land Streethockey gespielt.

### Geschichte
Die Geschichte des organisierten Streethockeys in der Schweiz ist wesentlich kürzer. Der Beginn erfolgt in den 80er Jahren in zwei Regionen. Im Berner Seeland (Region südöstlich des Bielersees mit dem Hauptort Biel) entstand eine gut strukturierte Streethockeymeisterschaft mit einem relativ dichten Netz an Mannschaften. Eine ähnliche Entwicklung vollzog sich in der Zentral- und Ostschweiz, wo eine weitere Meisterschaft mit den Schwerpunkten Zug, Zürich und Romanshorn entstand. Nach mehreren Anläufen schlossen sich die beiden Gruppierungen im Frühjahr 1990 in Wettingen zum Schweizerischen Straßenhockeyverband zusammen.
Schon bald stellte sich heraus, dass die 1990 gewählte Organisationsform mit einem Dachverband und zwei quasi unabhängigen Teilverbänden alles andere als optimal war. Anstatt miteinander den Sport weiter zu bringen, entwickelte sich mehr und mehr ein Gegeneinander der beiden Regionalverbände. Die Vorstellungen, wie das Streethockey weiterentwickelt werden sollte, unterschieden sich stark und waren Anlass für ständige Streitereien. Der Zentralverband (SSHV), der eigentlich zwischen den beiden Unterverbänden hätte vermitteln müssen, verhielt sich politisch ungeschickt und förderte so das Auseinanderdriften zusätzlich. Schließlich konnte 1992 der Vorstand der SSHV nicht mehr besetzt werden und die Präsidenten der beiden Teilverbände übernahmen kommissarisch die Führung des Zentralverbands.
Es wurden Einigungsgespräche geführt und ein Kompromiss schien erreicht, doch die Vereine des Ostverbands machten kurzfristig einen Rückzieher. In der Folge entschieden sich beide Verbände in Zukunft getrennte Wege zu gehen. Beide wollten versuchen, den Sport mit ihrem Entwicklungsmodell weiterzubringen. Die Trennung verlief friedlich. Trotz den Gegensätzen hatte man 1992/1993 eine erste gemeinsame Juniorenmeisterschaft durchgeführt.
Ab der Saison 1993/94 gab es zwei Streethockeymeisterschaften in der Schweiz. Der ehemalige Westverband, der größere der beiden Teilverbände hatte den Namen SSHV behalten, während sich der Ostverband nun Schweizerischer Ballhockeyverband (SBHV) nannte. Während der SSHV schnell an Mitglieder zulegt, konnte der SBHV kaum wachsen, knüpfte aber die ersten internationalen Kontakte und gründete 1994 zusammen mit Deutschland und Österreich den Europäischen Ballhockeyverband. 1995 wurde der erste Europacup in Seewen (Schwyz) durchgeführt der von den Cormorants Zug gewonnen wurde. Gleichzeitig wurden Kontakte zum ISBHF hergestellt. 1996 nahm eine Mannschaft des SBHV an den ersten Weltmeisterschaften in Bratislava teil und belegte dort den fünften Schlussrang.
Der SSHV hatte in derselben Zeit die Zahl der Mitgliedsvereine mehr als verdoppelt und war mit der Integration der Walliser Meisterschaft zum zweisprachigen Verband geworden.
Im Sommer 1996 kam es zu einer erneuten Annäherung zwischen SSHV und SBHV, da der SSHV zwar zahlreiche Mitglieder aufwies, aber über keine internationalen Kontakte verfügte, während der SBHV zwar international mit dabei war, aber nicht größer war als zur Zeit der Trennung.
Die folgenden Fusionsgespräche verliefen erfolgreich. Die Funktionäre beider Seiten waren einige Jahre älter geworden und sahen alle im erneuten Zusammengehen die einzige Möglichkeit, den Sport weiterzubringen.
Die Fusion der beiden Verbände zum SSBHV wurde dann im Frühjahr 1997 vollzogen. Der Name SSBHV wurde dann zwei Jahre später in Swiss Streethockey Association (SSHA) abgeändert. Seit dem Juli 2016 heißt der Verband Swiss Streethockey.
Nach der Fusion wuchs die SSHA schnell an. Dabei verlief das Wachstum auf zwei Ebenen. Es kamen neue Vereine hinzu, gleichzeitig wuchsen die alten Vereine weiter. Bald verfügten viele der Spitzenvereine über zwei Mannschaften und zwei Juniorenmannschaften. Es wurde eine 1. Liga, später eine 2. Liga eingeführt. Nebst der U18 wurden auch eine U15 und später eine U12 Junioren-Meisterschaft ins Leben gerufen. Seit dem Sommer 2007 wird zudem eine Seniorenmeisterschaft durchgeführt.
Die Weltmeisterschaft 2003 in Sierre löste im Wallis einen regelrechten Streethockeyboom aus, der aber inzwischen abgeebbt ist. In der restlichen Schweiz entstanden in den letzten Jahren kaum mehr neue Vereine. Es kam sogar zu einem Rückgang – vor allem bedingt durch Fusionen aber auch durch ungenügende Nachwuchsarbeit in einzelnen Vereinen.
Die Zahl der Streethockeyspieler bleibt jedoch mehr oder weniger stabil, dies weil die bestehenden Vereine ihr Angebot laufend ausbauen.
Seit 1998 werden im Rahmen von Jugend + Sport Juniorentrainer ausgebildet. Seit 2002 ist die SSHA Mitglied in der Swiss Olympic Association.
In den folgenden Jahren stagnierte die Entwicklung der SSHA. Es stießen nur noch wenige neue Vereine dazu, gleichzeitig stellten immer wieder Vereine den Spielbetrieb ein. In der Regel traf es solche, die kein Jugendprogramm unterhielten. Die Spielstätten der bestehenden Vereine, namentlich die in der höchsten Spielklasse wurden laufend ausgebaut. Der Sport wurde schneller und dynamischer. In der Saison 2015/16 erfolgte die Umstellung der Nationalliga A auf das Grossfeld (min. 24 × 48 Meter, für neue Spielfelder heute min. 26 × 52 Meter). Während die Zahl der bestehenden Vereine schrumpfte, wuchsen insbesondere die Vereine in der Nationalliga an. Es wurden mehr Junioren und Juniorinnen rekrutiert. In der Saison 2022/23 unterhält Swiss Streethockey, wie der Verband seit 2016 heißt, vier Jugendligen (U18, U15, U12 und U9) sowie eine freie Liga für U10-Spielerinnen und -Spieler, die auch Vereinen offen ist, die keine Jugendmannschaften in den jüngsten Kategorien unterhalten. Da noch zu wenig Mädchen Streethockey spielen, sind die Jugendligen sowohl für Jungen und für Mädchen offen. Um möglichst Chancengleichheit zu schaffen, gelten ab der U12 unterschiedliche Altersbegrenzungen. Mädchen, respektive jungen Frauen können in der U12 ein Jahr, in der U15 zwei Jahre und in der U18 drei Jahre länger spielen als Knaben respektiv junge Männer.
Die Damen-Liga hatte in der Vergangenheit damit zu kämpfen, dass es in der Schweiz nur wenige Streethockeyspielerinnen gab. Inzwischen hat sich die Situation verbessert.
Heute gibt es in der Schweiz rund 1'500 lizenzierte Streethockeyspieler und rund 200 lizenzierte Spielerinnen (inkl. Juniorinnen), rund 150 Personen nehmen an der Seniorenmeisterschaft teil. Der Verband verfügt über ein Büro in Bätterkinden (Kanton Bern).

### Schweizermeisterschaft
Die Schweizermeisterschaft wird von Swiss Streethockey (bis Juli 2016 unter dem alten Namen Swiss Streethockey Association) durchgeführt. Bei den Erwachsenen wird in vier Stärkeklassen gespielt: Nationalliga A, Nationalliga B, 1. Liga und 2. Liga. Im Jugendbereich bestehen drei Alterskategorien: U18, U15 und U12. Für Spieler, die jünger als 10 Jahre sind, wird seit 2016 jährlich ein Futur-Day durchgeführt. Seit der Saison 2004/2005 wird zudem eine Damenmeisterschaft durchgeführt.
Im Seniorenbereich (Ü30) organisiert Swiss Streethockey seit Sommer 2007 erstmals eine Meisterschaft in Turnierform.

### Schweizer Streethockeymeister
| Jahr | Schweizer Meister       | Vizemeister             | Platz 3                 | Platz 4                 | Junioren U18 Meister    | Schweizer CUP-Sieger    |
| ---- | ----------------------- | ----------------------- | ----------------------- | ----------------------- | ----------------------- | ----------------------- |
| 1991 | SHC Sahligut-Biel       | LV Zug                  | SHC Pirates Alchenstorf | SHC Mühlefeld-Biel      | keine Meisterschaft     | keine Austragung        |
| 1992 | SHC Pirates Alchenstorf | SHC Sahligut-Biel       | SHC Nidau               | LV Zug                  | keine Meisterschaft     | keine Austragung        |
| 1993 | SHC Pirates Alchenstorf | SHC Nidau               | SHC Mühlefeld-Biel      | LV Zug                  | HC Sparta Romanshorn    | keine Austragung        |
| 1994 | SHC Mühlefeld-Biel      | SHC Nidau               | SHC Pirates Alchenstorf | SHC Grenchen            | SHC Mühlefeld           | keine Austragung        |
| 1995 | SHC Mühlefeld-Biel      | SHC Grenchen            | SHC Sahligut-Biel       | SHC Nidau               | SHC Grenchen            | keine Austragung        |
| 1996 | SHC Mühlefeld-Biel      | SHC Berner Oberland     | SHC Grenchen            | SHC Belpa 1107          | SHC Aegerten            | SHC Mühlefeld-Biel      |
| 1997 | SHC Berner Oberland     | SHC Belpa 1107          | SHC Grenchen            | SHC Mühlefeld-Biel      | SHC Belpa 1107          | SHC Grenchen            |
| 1998 | SHC Mühlefeld-Biel      | Cormorants 97 Zug       | SHC Grenchen            | SHC Gäu Bandits         | Cormorants 97 Zug       | SHC Belpa 1107          |
| 1999 | SHC Grenchen            | Cormorants 97 Zug       | SHC Alchenflüh          | SHC Biel-Bienne         | SHC Belpa 1107          | SHC Alchenflüh          |
| 2000 | SHC Grenchen            | SHC Belpa 1107          | SHC Bern 99             | SHC Berner Oberland     | SHC Alchenflüh          | SHC Gäu Bandits         |
| 2001 | SHC Grenchen            | SHC Belpa 1107          | SHC Alchenflüh          | SHC Bern 99             | SHC Aegerten            | keine Austragung        |
| 2002 | SHC Grenchen            | Red Bears Cham          | SHC Belpa 1107          | SHC Gäu Bandits         | Oberwil Rebells         | keine Austragung        |
| 2003 | Sierre Lions            | SHC Grenchen            | SHC Martigny            | Red Bears Cham          | Sierre Lions            | keine Austragung        |
| 2004 | Sierre Lions            | SHC Grenchen            | SHC Belpa 1107          | Red Bears Cham          | Oberwil Rebells         | keine Austragung        |
| 2005 | Sierre Lions            | SHC Grenchen            | Oberwil Rebells         | SHC Bonstetten-Wettswil | SHC Grenchen            | Oberwil Rebells         |
| 2006 | Oberwil Rebells         | SHC Grenchen            | Sierre Lions            | Aegerten-Biel           | SHC Belpa 1107          | Oberwil Rebells         |
| 2007 | Oberwil Rebells         | SHC Bonstetten-Wettswil | SHC Belpa 1107          | SHC Martigny            | SHC Grenchen            | Oberwil Rebells         |
| 2008 | Oberwil Rebells         | Sierre Lions            | SHC Grenchen-Limpachtal | SHC Belpa 1107          | SHC Grenchen-Limpachtal | Sierre Lions            |
| 2009 | Oberwil Rebells         | SHC Grenchen-Limpachtal | Sierre Lions            | SHC Belpa 1107          | Sierre Lions            | Oberwil Rebells         |
| 2010 | Oberwil Rebells         | SHC Grenchen-Limpachtal | SHC Belpa 1107          | SHC Aegerten-Biel       | Sierre Lions            | Oberwil Rebells         |
| 2011 | Oberwil Rebells         | SHC Belpa 1107          | SHC Aegerten-Biel       | SHC Grenchen-Limpachtal | SHC Belpa 1107          | Oberwil Rebells         |
| 2012 | Oberwil Rebells         | SHC Belpa 1107          | SHC Grenchen-Limpachtal | Sierre Lions            | SHC Bettlach            | SHC Grenchen-Limpachtal |
| 2013 | SHC Belpa 1107          | Oberwil Rebells         | SHC Grenchen-Limpachtal | SHC Bonstetten-Wettswil | SHC La Chaux-de-Fonds   | SHC Belpa 1107          |
| 2014 | Oberwil Rebells         | SHC Belpa 1107          | SHC Grenchen-Limpachtal | SHC Bettlach            | Oberwil Rebells         | SHC Grenchen-Limpachtal |
| 2015 | Oberwil Rebells         | SHC Belpa 1107          | SHC Grenchen-Limpachtal | Sierre Lions            | Oberwil Rebells         | Oberwil Rebells         |
| 2016 | Oberwil Rebells         | SHC Grenchen-Limpachtal | Sierre Lions            | SHC Belpa 1107          | Oberwil Rebells         | SHC Grenchen-Limpachtal |
| 2017 | Oberwil Rebells         | SHC Belpa 1107          | SHC Grenchen-Limpachtal | Sierre Lions            | SHC Belpa 1107          | Sierre Lions            |
| 2018 | Oberwil Rebells         | SHC Belpa 1107          | SHC Grenchen-Limpachtal | Sierre Lions            | Oberwil Rebells         | Oberwil Rebells         |
| 2019 | Oberwil Rebells         | SHC Grenchen-Limpachtal | SHC Sierre Lions        | SHC Martigny            | Oberwil Rebells         | Oberwil Rebells         |
| 2020 | Abbruch Meisterschaft   | Abbruch Meisterschaft   | Abbruch Meisterschaft   | Abbruch Meisterschaft   | Abbruch Meisterschaft   | Abbruch Meisterschaft   |
| 2021 | Abbruch Meisterschaft   | Abbruch Meisterschaft   | Abbruch Meisterschaft   | Abbruch Meisterschaft   | Abbruch Meisterschaft   | Abbruch Meisterschaft   |
| 2022 | SHC Grenchen-Limpachtal | Sierre Lions            | Oberwil Rebells         | SV Gals                 | Oberwil Rebells         | SHC Grenchen-Limpachtal |
| 2023 | Sierre Lions            | Oberwil Rebells         | SHC La Chaux-de-Fonds   | SHC Martigny            | Oberwil Rebells         | Oberwil Rebells         |
| 2024 | Oberwil Rebells         | Sierre Lions            | Bulldozers Kernenried   | SV Gals                 | Oberwil Rebells         | Sierre Lions            |
| 2025 | Sierre Lions            | Oberwil Rebells         | Bulldozers Kernenried   | Horgenberg Hammers      | Oberwil Rebells         | Oberwil Rebells         |

## Belege
1. ↑  Quelle: International Street- & Ballhockey Federation
2. ↑  Quelle: Die Webseiten des deutschen Verbandes sind zwar (teilweise) noch aktiv, jedoch ist keine Meisterschaftsaktivität mehr ersichtlich. https://chayns.net/61633-04503/aboutus?ID=93 (abgefragt am 28. Mai 2018) und https://www.facebook.com/Streethockey-Verband-NRW-eV-305707566133578/ (abgefragt am 28. Mai 2018)
3. ↑  Quelle: Swiss Streethockey Association / Swiss Streethockey